# Rodrigo Bentancur
Rodrigo Bentancur Colmán (Nueva Helvecia, 25 giugno 1997) è un calciatore uruguaiano, centrocampista del Tottenham e della nazionale uruguaiana.

## Biografia
Nato e cresciuto a Nueva Helvecia, nel dipartimento di Colonia, Bentancur perse la madre quando aveva solo 4 anni. La scelta della maglia numero 30 è un omaggio a lei, ricordando il suo giorno di nascita.
Appassionato di calcio fin dall'infanzia, è stato cresciuto dal padre e dalla nuova compagna. In famiglia è stato soprannominato Lolo, mentre i giornali italiani l'hanno identificato come Principe, presumibilmente per aver sostituito nel centrocampo della Juventus il Principino Claudio Marchisio.

## Caratteristiche tecniche
Interno di centrocampo, Bentancur può adattarsi a giocare tutti i ruoli di centrocampo, da mediano a trequartista oltreché da mezzala. Giocatore tecnico, ambidestro, è un centrocampista forte fisicamente, bravo negli inserimenti e dotato di un buon dribbling. È utilizzabile anche in fase difensiva, capace di pressare e intercettare i passaggi degli avversari, ma spesso e volentieri la sua irruenza lo porta a ricevere numerosi cartellini.

## Carriera

### Club

#### Inizi e Boca Juniors

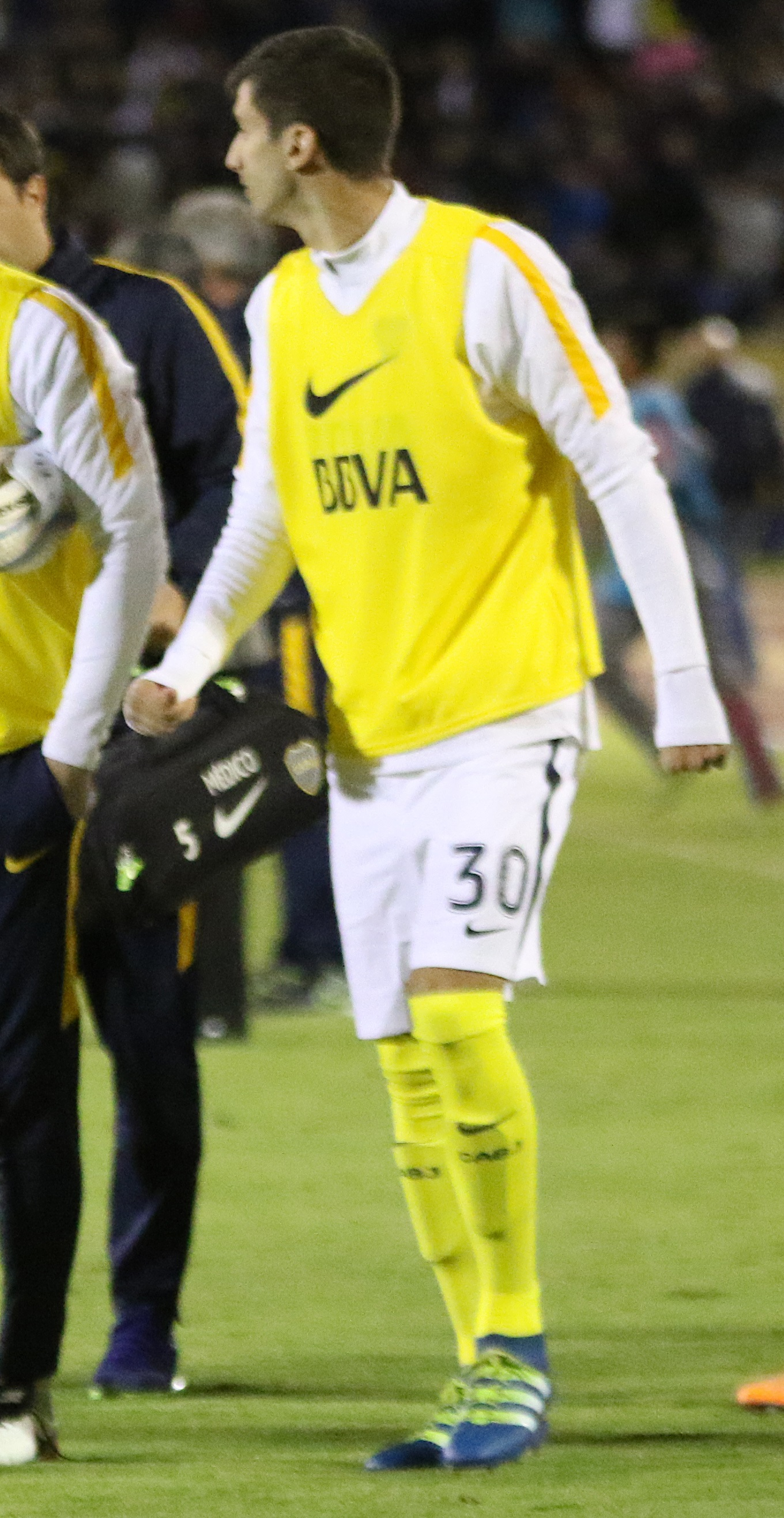
Bentancur al Boca Juniors nel 2016

Da piccolo inizia a giocare nel Club Artesano di Nueva Helvecia, a 9 anni il padre porta lui ed il fratello a fare un provino per il Peñarol ed entra a far parte delle giovanili del club uruguaiano. Vi resterà tre anni, prima di trasferirsi in Argentina al Boca Juniors.
Fa il suo esordio da professionista il 9 aprile 2015, a diciassette anni, subentrando al 69' della sfida di Copa Libertadores tra Montevideo Wanderers e Boca Juniors (0-3), per poi debuttare in Primera División il 12 aprile successivo, nella partita pareggiata per 0-0 contro il Nueva Chicago, subentrando a Pablo Pérez al 77'.
Alla fine del 2015 è stato eletto dal quotidiano argentino Clarín come giocatore rivelazione dell'anno.

#### Juventus
Dopo essere entrato, nell'estate del 2015, nell'affare che sancisce il trasferimento di Carlos Tévez dalla Juventus al Boca Juniors, la squadra bianconera ottiene il diritto di opzione per l'acquisizione a titolo definitivo del centrocampista uruguaiano, che viene esercitato il 21 aprile 2017 a fronte di un versamento di nove milioni e mezzo di euro, con effetti dal 1º luglio dello stesso anno. La squadra argentina si riserva, comunque, il 30% di una futura vendita. È l'undicesimo giocatore dell'Uruguay a vestire la maglia della Juventus.

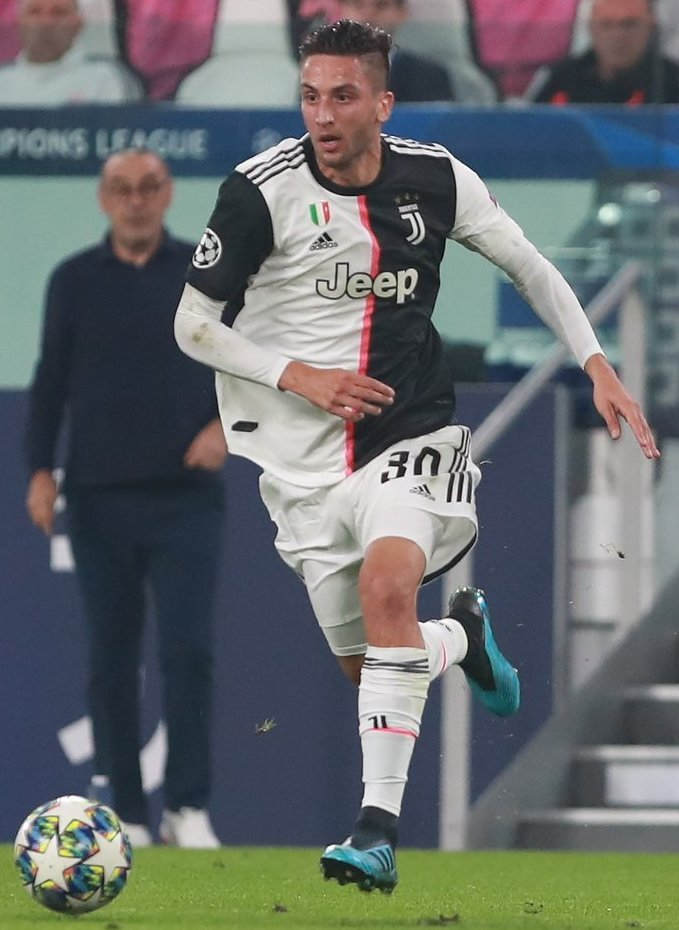
Bentancur in azione alla Juventus nel 2019

Il 26 agosto 2017 ha esordito in Serie A e con la maglia della Juventus nella partita Genoa-Juventus (2-4), valida per la seconda giornata di campionato, subentrando nel secondo tempo a Miralem Pjanić. Al termine della stagione, conquista il primo scudetto e la prima Coppa Italia con la maglia bianconera.
Segna il suo primo gol con la Juventus il 6 ottobre 2018, aprendo le marcature al 33' del primo tempo nella sfida contro l'Udinese vinta per 0-2. A fine stagione vince il suo secondo scudetto consecutivo, dopo aver vinto la sua prima Supercoppa Italiana.
Il 22 giugno 2019 prolunga il suo contratto con la Juventus fino al 2024.
Il 22 gennaio 2020, nella gara dei quarti di finale di Coppa Italia contro la Roma, segna il suo primo gol nella competizione e all'Allianz Stadium. Chiude la stagione 2019-2020 conquistando il suo terzo scudetto consecutivo.

#### Tottenham

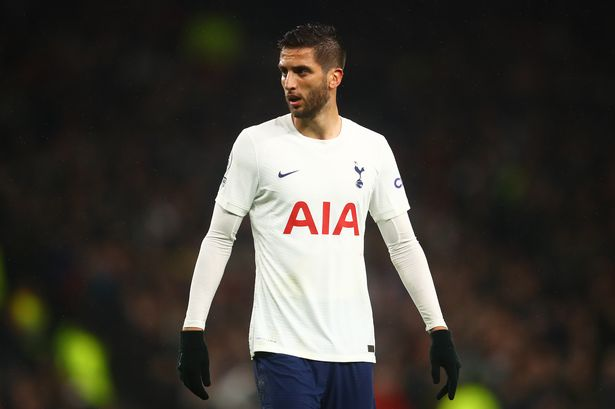
Bentancur al Tottenham nel 2022

Il 31 gennaio 2022 viene ceduto a titolo definitivo al Tottenham, con cui firma un contratto quadriennale. Debutta con gli Spurs pochi giorni dopo, il 5 febbraio, in occasione della vittoria in FA Cup per 3-1 contro il Brighton, subentrando al 77' a Harry Winks; mentre debutta in Premier League quattro giorni dopo, in occasione della gara persa in rimonta contro il Southampton (2-3).
Il 18 novembre 2024 è stato punito con la squalifica di 7 giornate e un'ammenda di 100.000 sterline, per avere esposto una battuta di stampo razzista sul compagno Son Heung-min, durante un'intervista ad una televisione sudamerica del giugno 2024. Dopo la dichiarazione, i due calciatori avevano reso pubblico d'essersi chiariti tra loro.

### Nazionale
Nel gennaio 2017 viene convocato nella nazionale uruguaiana Under-20, con la quale disputa e conquista il campionato sudamericano Under-20 tenutosi in Ecuador. Realizza un gol da fuori area nella partita vinta 3-0 contro la Bolivia il 27 gennaio. Nello stesso anno partecipa anche al campionato mondiale Under-20 in Corea del Sud: l'Uruguay perde le semifinali contro il Venezuela ai rigori, nonostante segni dal dischetto nella serie finale.
Nel settembre 2017 viene convocato per la prima volta nella nazionale maggiore dal CT Óscar Tabárez, per le sfide di ottobre, valide alla qualificazione ai Mondiali di Russia 2018, contro Venezuela e Bolivia. Debutta con la Celeste il successivo 5 ottobre, all'età di 20 anni, durante la sfida contro il Venezuela giocata a San Cristóbal, subentrando a Cristian Rodríguez. Dopo una serie di partite giocate da titolare, è convocato per il campionato del mondo 2018. Esordisce a Ekaterinburg, il 15 giugno, nella gara vinta con l'Egitto (1-0), e scende in campo in tutte le cinque partite disputate dall'Uruguay, che arriva fino ai quarti di finale, dove viene sconfitto dalla Francia per 2-0.
Successivamente viene convocato per la Copa América nel 2019 e nel 2021; in entrambe le manifestazioni Bentancur è titolare della celeste, e allo stesso tempo gli uruguagi vengono eliminati ai calci di rigore ai quarti: nel 2019 dal Perù (nonostante Bentancur avesse realizzato il proprio tiro dal dischetto), nel 2021 dalla Colombia.
Il 1º febbraio 2022 realizza la sua prima rete in nazionale alla 47ª presenza nel successo per 4-1 contro il Venezuela.

## Statistiche

### Presenze e reti nei club
Statistiche aggiornate al 18 maggio 2025.
| Stagione            | Squadra             | Campionato          | Campionato | Campionato | Coppa nazionale | Coppa nazionale | Coppa nazionale | Coppe continentali | Coppe continentali | Coppe continentali | Altre coppe | Altre coppe | Altre coppe | Totale | Totale |
| Stagione            | Squadra             | Comp                | Pres       | Reti       | Comp            | Pres            | Reti            | Comp               | Pres               | Reti               | Comp        | Pres        | Reti        | Pres   | Reti   |
| ------------------- | ------------------- | ------------------- | ---------- | ---------- | --------------- | --------------- | --------------- | ------------------ | ------------------ | ------------------ | ----------- | ----------- | ----------- | ------ | ------ |
| 2015                | Boca Juniors        | PD                  | 18         | 0          | CA              | 6               | 0               | CL                 | 1                  | 0                  | -           | -           | -           | 25     | 0      |
| 2016                | Boca Juniors        | PD                  | 11         | 1          | CA              | 0               | 0               | CL                 | 5                  | 0                  | SA          | 0           | 0           | 16     | 1      |
| 2016-2017           | Boca Juniors        | PD                  | 22         | 0          | CA              | 3               | 0               | -                  | -                  | -                  | -           | -           | -           | 25     | 0      |
| Totale Boca Juniors | Totale Boca Juniors | Totale Boca Juniors | 51         | 1          |                 | 9               | 0               |                    | 6                  | 0                  |             | 0           | 0           | 66     | 1      |
| 2017-2018           | Juventus            | A                   | 20         | 0          | CI              | 2               | 0               | UCL                | 5                  | 0                  | SI          | 0           | 0           | 27     | 0      |
| 2018-2019           | Juventus            | A                   | 31         | 2          | CI              | 1               | 0               | UCL                | 7                  | 0                  | SI          | 1           | 0           | 40     | 2      |
| 2019-2020           | Juventus            | A                   | 30         | 0          | CI              | 5               | 1               | UCL                | 7                  | 0                  | SI          | 1           | 0           | 43     | 1      |
| 2020-2021           | Juventus            | A                   | 33         | 0          | CI              | 4               | 0               | UCL                | 7                  | 0                  | SI          | 1           | 0           | 45     | 0      |
| 2021-gen. 2022      | Juventus            | A                   | 19         | 0          | CI              | 1               | 0               | UCL                | 5                  | 0                  | SI          | 1           | 0           | 26     | 0      |
| Totale Juventus     | Totale Juventus     | Totale Juventus     | 133        | 2          |                 | 13              | 1               |                    | 31                 | 0                  |             | 4           | 0           | 181    | 3      |
| gen.-giu. 2022      | Tottenham           | PL                  | 17         | 0          | FACup+CdL       | 1+0             | 0+0             | UECL               | -                  | -                  | -           | -           | -           | 18     | 0      |
| 2022-2023           | Tottenham           | PL                  | 18         | 5          | FACup+CdL       | 1+1             | 0+0             | UCL                | 6                  | 1                  | -           | -           | -           | 26     | 6      |
| 2023-2024           | Tottenham           | PL                  | 23         | 1          | FACup+CdL       | 2+0             | 0+0             | -                  | -                  | -                  | -           | -           | -           | 25     | 1      |
| 2024-2025           | Tottenham           | PL                  | 26         | 2          | FACup+CdL       | 1+4             | 0+0             | UEL                | 13                 | 0                  | -           | -           | -           | 44     | 2      |
| Totale Tottenham    | Totale Tottenham    | Totale Tottenham    | 84         | 8          |                 | 10              | 0               |                    | 19                 | 1                  |             | -           | -           | 113    | 9      |
| Totale carriera     | Totale carriera     | Totale carriera     | 268        | 11         |                 | 32              | 1               |                    | 56                 | 1                  |             | 4           | 0           | 360    | 13     |

### Cronologia presenze e reti in nazionale
| Cronologia completa delle presenze e delle reti in nazionale ― Uruguay | Cronologia completa delle presenze e delle reti in nazionale ― Uruguay | Cronologia completa delle presenze e delle reti in nazionale ― Uruguay | Cronologia completa delle presenze e delle reti in nazionale ― Uruguay | Cronologia completa delle presenze e delle reti in nazionale ― Uruguay | Cronologia completa delle presenze e delle reti in nazionale ― Uruguay | Cronologia completa delle presenze e delle reti in nazionale ― Uruguay | Cronologia completa delle presenze e delle reti in nazionale ― Uruguay |
| Data                                                                   | Città                                                                  | In casa                                                                | Risultato                                                              | Ospiti                                                                 | Competizione                                                           | Reti                                                                   | Note                                                                   |
| ---------------------------------------------------------------------- | ---------------------------------------------------------------------- | ---------------------------------------------------------------------- | ---------------------------------------------------------------------- | ---------------------------------------------------------------------- | ---------------------------------------------------------------------- | ---------------------------------------------------------------------- | ---------------------------------------------------------------------- |
| 5-10-2017                                                              | San Cristóbal                                                          | Venezuela                                                              | 0 – 0                                                                  | Uruguay                                                                | Qual. Mondiali 2018                                                    | -                                                                      | 65’                                                                    |
| 10-10-2017                                                             | Montevideo                                                             | Uruguay                                                                | 4 – 2                                                                  | Bolivia                                                                | Qual. Mondiali 2018                                                    | -                                                                      |                                                                        |
| 10-11-2017                                                             | Varsavia                                                               | Polonia                                                                | 0 – 0                                                                  | Uruguay                                                                | Amichevole                                                             | -                                                                      |                                                                        |
| 14-11-2017                                                             | Vienna                                                                 | Austria                                                                | 2 – 1                                                                  | Uruguay                                                                | Amichevole                                                             | -                                                                      |                                                                        |
| 23-3-2018                                                              | Nanning                                                                | Uruguay                                                                | 2 – 0                                                                  | Rep. Ceca                                                              | Amichevole                                                             | -                                                                      | 82’                                                                    |
| 26-3-2018                                                              | Nanning                                                                | Galles                                                                 | 0 – 1                                                                  | Uruguay                                                                | Amichevole                                                             | -                                                                      | 78’                                                                    |
| 8-6-2018                                                               | Montevideo                                                             | Uruguay                                                                | 3 – 0                                                                  | Uzbekistan                                                             | Amichevole                                                             | -                                                                      |                                                                        |
| 15-6-2018                                                              | Ekaterinburg                                                           | Egitto                                                                 | 0 – 1                                                                  | Uruguay                                                                | Mondiali 2018 - 1º turno                                               | -                                                                      |                                                                        |
| 20-6-2018                                                              | Rostov                                                                 | Uruguay                                                                | 1 – 0                                                                  | Arabia Saudita                                                         | Mondiali 2018 - 1º turno                                               | -                                                                      |                                                                        |
| 25-6-2018                                                              | Samara                                                                 | Uruguay                                                                | 3 – 0                                                                  | Russia                                                                 | Mondiali 2018 - 1º turno                                               | -                                                                      | 59’ 63’                                                                |
| 30-6-2018                                                              | Soči                                                                   | Uruguay                                                                | 2 – 1                                                                  | Portogallo                                                             | Mondiali 2018 - Ottavi di finale                                       | -                                                                      | 63’                                                                    |
| 6-7-2018                                                               | Nižnij Novgorod                                                        | Uruguay                                                                | 0 – 2                                                                  | Francia                                                                | Mondiali 2018 - Quarti di finale                                       | -                                                                      | 38’ 59’                                                                |
| 7-9-2018                                                               | Los Angeles                                                            | Messico                                                                | 1 – 4                                                                  | Uruguay                                                                | Amichevole                                                             | -                                                                      | 38’ 74’                                                                |
| 12-10-2018                                                             | Seul                                                                   | Corea del Sud                                                          | 2 – 1                                                                  | Uruguay                                                                | Amichevole                                                             | -                                                                      | 75’                                                                    |
| 16-10-2018                                                             | Saitama                                                                | Giappone                                                               | 4 – 3                                                                  | Uruguay                                                                | Amichevole                                                             | -                                                                      | 46’                                                                    |
| 16-11-2018                                                             | Londra                                                                 | Brasile                                                                | 1 – 0                                                                  | Uruguay                                                                | Amichevole                                                             | -                                                                      |                                                                        |
| 20-11-2018                                                             | Saint-Denis                                                            | Francia                                                                | 1 – 0                                                                  | Uruguay                                                                | Amichevole                                                             | -                                                                      | 79’                                                                    |
| 22-3-2019                                                              | Nanning                                                                | Uruguay                                                                | 3 – 0                                                                  | Uzbekistan                                                             | Amichevole                                                             | -                                                                      | 70’                                                                    |
| 7-6-2019                                                               | Montevideo                                                             | Uruguay                                                                | 3 – 0                                                                  | Panama                                                                 | Amichevole                                                             | -                                                                      | 56’                                                                    |
| 16-6-2019                                                              | Belo Horizonte                                                         | Uruguay                                                                | 4 – 0                                                                  | Ecuador                                                                | Coppa America 2019 - 1º turno                                          | -                                                                      |                                                                        |
| 20-6-2019                                                              | Porto Alegre                                                           | Uruguay                                                                | 2 – 2                                                                  | Giappone                                                               | Coppa America 2019 - 1º turno                                          | -                                                                      |                                                                        |
| 24-6-2019                                                              | Rio de Janeiro                                                         | Cile                                                                   | 0 – 1                                                                  | Uruguay                                                                | Coppa America 2019 - 1º turno                                          | -                                                                      |                                                                        |
| 29-6-2019                                                              | Salvador de Bahia                                                      | Uruguay                                                                | 0 – 0 (4 – 5 dtr)                                                      | Perù                                                                   | Coppa America 2019 - Quarti di finale                                  | -                                                                      |                                                                        |
| 7-9-2019                                                               | San José                                                               | Costa Rica                                                             | 1 – 2                                                                  | Uruguay                                                                | Amichevole                                                             | -                                                                      | 75’                                                                    |
| 10-9-2019                                                              | Saint Louis                                                            | Stati Uniti                                                            | 1 – 1                                                                  | Uruguay                                                                | Amichevole                                                             | -                                                                      | 83’                                                                    |
| 12-10-2019                                                             | Montevideo                                                             | Uruguay                                                                | 1 – 0                                                                  | Perù                                                                   | Amichevole                                                             | -                                                                      | 67’ 87’                                                                |
| 15-10-2019                                                             | Lima                                                                   | Perù                                                                   | 1 – 1                                                                  | Uruguay                                                                | Amichevole                                                             | -                                                                      | 46’                                                                    |
| 15-11-2019                                                             | Budapest                                                               | Ungheria                                                               | 1 – 2                                                                  | Uruguay                                                                | Amichevole                                                             | -                                                                      | 53’                                                                    |
| 18-11-2019                                                             | Tel Aviv                                                               | Argentina                                                              | 2 – 2                                                                  | Uruguay                                                                | Amichevole                                                             | -                                                                      | 75’                                                                    |
| 8-10-2020                                                              | Montevideo                                                             | Uruguay                                                                | 2 – 1                                                                  | Cile                                                                   | Qual. Mondiali 2022                                                    | -                                                                      | 59’ 76’                                                                |
| 13-10-2020                                                             | Quito                                                                  | Ecuador                                                                | 4 – 2                                                                  | Uruguay                                                                | Qual. Mondiali 2022                                                    | -                                                                      | 46’                                                                    |
| 13-11-2020                                                             | Barranquilla                                                           | Colombia                                                               | 0 – 3                                                                  | Uruguay                                                                | Qual. Mondiali 2022                                                    | -                                                                      | 90+3’                                                                  |
| 17-11-2020                                                             | Montevideo                                                             | Uruguay                                                                | 0 – 2                                                                  | Brasile                                                                | Qual. Mondiali 2022                                                    | -                                                                      | 60’                                                                    |
| 3-6-2021                                                               | Montevideo                                                             | Uruguay                                                                | 0 – 0                                                                  | Paraguay                                                               | Qual. Mondiali 2022                                                    | -                                                                      | 35’                                                                    |
| 18-6-2021                                                              | Brasilia                                                               | Argentina                                                              | 1 – 0                                                                  | Uruguay                                                                | Coppa America 2021 - 1º turno                                          | -                                                                      | 46’                                                                    |
| 24-6-2021                                                              | Cuiabá                                                                 | Bolivia                                                                | 0 – 2                                                                  | Uruguay                                                                | Coppa America 2021 - 1º turno                                          | -                                                                      | 61’                                                                    |
| 28-6-2021                                                              | Rio de Janeiro                                                         | Uruguay                                                                | 1 – 0                                                                  | Paraguay                                                               | Coppa America 2021 - 1º turno                                          | -                                                                      |                                                                        |
| 3-7-2021                                                               | Brasilia                                                               | Uruguay                                                                | 0 – 0 dts (2 – 4 dtr)                                                  | Colombia                                                               | Coppa America 2021 - Quarti di finale                                  | -                                                                      |                                                                        |
| 2-9-2021                                                               | Lima                                                                   | Perù                                                                   | 1 – 1                                                                  | Uruguay                                                                | Qual. Mondiali 2022                                                    | -                                                                      | 71’                                                                    |
| 5-9-2021                                                               | Montevideo                                                             | Uruguay                                                                | 4 – 2                                                                  | Bolivia                                                                | Qual. Mondiali 2022                                                    | -                                                                      | 46’                                                                    |
| 9-9-2021                                                               | Montevideo                                                             | Uruguay                                                                | 1 – 0                                                                  | Ecuador                                                                | Qual. Mondiali 2022                                                    | -                                                                      | 66’                                                                    |
| 7-10-2021                                                              | Montevideo                                                             | Uruguay                                                                | 0 – 0                                                                  | Colombia                                                               | Qual. Mondiali 2022                                                    | -                                                                      | 15’ 77’                                                                |
| 14-10-2021                                                             | Manaus                                                                 | Brasile                                                                | 4 – 1                                                                  | Uruguay                                                                | Qual. Mondiali 2022                                                    | -                                                                      | 71’                                                                    |
| 12-11-2021                                                             | Montevideo                                                             | Uruguay                                                                | 0 – 1                                                                  | Argentina                                                              | Qual. Mondiali 2022                                                    | -                                                                      | 64’                                                                    |
| 16-11-2021                                                             | La Paz                                                                 | Bolivia                                                                | 3 – 0                                                                  | Uruguay                                                                | Qual. Mondiali 2022                                                    | -                                                                      |                                                                        |
| 27-1-2022                                                              | Asunción                                                               | Paraguay                                                               | 0 – 1                                                                  | Uruguay                                                                | Qual. Mondiali 2022                                                    | -                                                                      | 9’ 83’                                                                 |
| 1-2-2022                                                               | Montevideo                                                             | Uruguay                                                                | 4 – 1                                                                  | Venezuela                                                              | Qual. Mondiali 2022                                                    | 1                                                                      | 74’                                                                    |
| 24-3-2022                                                              | Montevideo                                                             | Uruguay                                                                | 1 – 0                                                                  | Perù                                                                   | Qual. Mondiali 2022                                                    | -                                                                      |                                                                        |
| 29-3-2022                                                              | Santiago del Cile                                                      | Cile                                                                   | 0 – 2                                                                  | Uruguay                                                                | Qual. Mondiali 2022                                                    | -                                                                      | 64’ 74’                                                                |
| 23-9-2022                                                              | Sankt Pölten                                                           | Iran                                                                   | 1 – 0                                                                  | Uruguay                                                                | Amichevole                                                             | -                                                                      | 81’ 85’                                                                |
| 27-9-2022                                                              | Bratislava                                                             | Canada                                                                 | 0 – 2                                                                  | Uruguay                                                                | Amichevole                                                             | -                                                                      | 61’                                                                    |
| 24-11-2022                                                             | Al Rayyan                                                              | Uruguay                                                                | 0 – 0                                                                  | Corea del Sud                                                          | Mondiali 2022 - 1º turno                                               | -                                                                      |                                                                        |
| 28-11-2022                                                             | Lusail                                                                 | Portogallo                                                             | 2 – 0                                                                  | Uruguay                                                                | Mondiali 2022 - 1º turno                                               | -                                                                      | 6’                                                                     |
| 2-12-2022                                                              | Al Wakrah                                                              | Ghana                                                                  | 0 – 2                                                                  | Uruguay                                                                | Mondiali 2022 - 1º turno                                               | -                                                                      | 34’                                                                    |
| 16-11-2023                                                             | Buenos Aires                                                           | Argentina                                                              | 0 – 2                                                                  | Uruguay                                                                | Qual. Mondiali 2026                                                    | -                                                                      | 62’                                                                    |
| 21-11-2023                                                             | Montevideo                                                             | Uruguay                                                                | 3 – 0                                                                  | Bolivia                                                                | Qual. Mondiali 2026                                                    | -                                                                      | 86’                                                                    |
| 26-3-2024                                                              | Lens                                                                   | Costa d'Avorio                                                         | 2 – 1                                                                  | Uruguay                                                                | Amichevole                                                             | -                                                                      | 46’                                                                    |
| 5-6-2024                                                               | Denver                                                                 | Messico                                                                | 0 – 4                                                                  | Uruguay                                                                | Amichevole                                                             | -                                                                      | 89’                                                                    |
| 23-6-2024                                                              | Miami Gardens                                                          | Uruguay                                                                | 3 – 1                                                                  | Panama                                                                 | Coppa America 2024 - 1º turno                                          | -                                                                      | 85’                                                                    |
| 27-6-2024                                                              | East Rutherford                                                        | Uruguay                                                                | 5 – 0                                                                  | Bolivia                                                                | Coppa America 2024 - 1º turno                                          | 1                                                                      | 86’                                                                    |
| 1-7-2024                                                               | Kansas City                                                            | Stati Uniti                                                            | 0 – 1                                                                  | Uruguay                                                                | Coppa America 2024 - 1º turno                                          | -                                                                      | 79’                                                                    |
| 6-7-2024                                                               | Paradise                                                               | Uruguay                                                                | 0 – 0 (4 – 2 dtr)                                                      | Brasile                                                                | Coppa America 2024 - Quarti di finale                                  | -                                                                      | 67’                                                                    |
| 10-7-2024                                                              | Charlotte                                                              | Uruguay                                                                | 0 – 1                                                                  | Colombia                                                               | Coppa America 2024 - Semifinale                                        | -                                                                      | 34’                                                                    |
| 13-7-2024                                                              | Charlotte                                                              | Canada                                                                 | 2 – 2 (3 – 4 dtr)                                                      | Uruguay                                                                | Coppa America 2024 - Finale 3º posto                                   | 1                                                                      | 85’                                                                    |
| 15-11-2024                                                             | Montevideo                                                             | Uruguay                                                                | 3 – 2                                                                  | Colombia                                                               | Qual. Mondiali 2026                                                    | -                                                                      | 26’                                                                    |
| 19-11-2024                                                             | Salvador                                                               | Brasile                                                                | 1 – 1                                                                  | Uruguay                                                                | Qual. Mondiali 2026                                                    | -                                                                      | 41’                                                                    |
| 21-3-2025                                                              | Montevideo                                                             | Uruguay                                                                | 0 – 1                                                                  | Argentina                                                              | Qual. Mondiali 2026                                                    | -                                                                      |                                                                        |
| 25-3-2025                                                              | El Alto                                                                | Bolivia                                                                | 0 – 0                                                                  | Uruguay                                                                | Qual. Mondiali 2026                                                    | -                                                                      | 54’                                                                    |
| 10-6-2025                                                              | Montevideo                                                             | Uruguay                                                                | 2 – 0                                                                  | Venezuela                                                              | Qual. Mondiali 2026                                                    | -                                                                      | 79’                                                                    |
| Totale                                                                 |                                                                        | Presenze                                                               | 69                                                                     |                                                                        | Reti                                                                   | 3                                                                      |                                                                        |

| Cronologia completa delle presenze e delle reti in nazionale ― Uruguay under 20 | Cronologia completa delle presenze e delle reti in nazionale ― Uruguay under 20 | Cronologia completa delle presenze e delle reti in nazionale ― Uruguay under 20 | Cronologia completa delle presenze e delle reti in nazionale ― Uruguay under 20 | Cronologia completa delle presenze e delle reti in nazionale ― Uruguay under 20 | Cronologia completa delle presenze e delle reti in nazionale ― Uruguay under 20 | Cronologia completa delle presenze e delle reti in nazionale ― Uruguay under 20 | Cronologia completa delle presenze e delle reti in nazionale ― Uruguay under 20 |
| Data                                                                            | Città                                                                           | In casa                                                                         | Risultato                                                                       | Ospiti                                                                          | Competizione                                                                    | Reti                                                                            | Note                                                                            |
| ------------------------------------------------------------------------------- | ------------------------------------------------------------------------------- | ------------------------------------------------------------------------------- | ------------------------------------------------------------------------------- | ------------------------------------------------------------------------------- | ------------------------------------------------------------------------------- | ------------------------------------------------------------------------------- | ------------------------------------------------------------------------------- |
| 19-1-2017                                                                       | Ibarra                                                                          | Uruguay under 20                                                                | 0 – 0                                                                           | Venezuela under 20                                                              | Sudamericano Under-20 2017 - Fase a gironi                                      | -                                                                               |                                                                                 |
| 22-1-2017                                                                       | Ibarra                                                                          | Argentina under 20                                                              | 3 – 3                                                                           | Uruguay under 20                                                                | Sudamericano Under-20 2017 - Fase a gironi                                      | -                                                                               | 85’, 87’                                                                        |
| 27-1-2017                                                                       | Ibarra                                                                          | Uruguay under 20                                                                | 3 – 0                                                                           | Bolivia under 20                                                                | Sudamericano Under-20 2017 - Fase a gironi                                      | 1                                                                               | 19’                                                                             |
| 31-1-2017                                                                       | Quito                                                                           | Uruguay under 20                                                                | 3 – 0                                                                           | Argentina under 20                                                              | Sudamericano Under-20 2017 - Fase finale                                        | -                                                                               | 79’                                                                             |
| 3-2-2017                                                                        | Quito                                                                           | Uruguay under 20                                                                | 2 – 1                                                                           | Brasile under 20                                                                | Sudamericano Under-20 2017 - Fase finale                                        | -                                                                               |                                                                                 |
| 6-2-2017                                                                        | Quito                                                                           | Uruguay under 20                                                                | 3 – 0                                                                           | Colombia under 20                                                               | Sudamericano Under-20 2017 - Fase finale                                        | -                                                                               | 26’                                                                             |
| 9-2-2017                                                                        | Quito                                                                           | Uruguay under 20                                                                | 0 – 3                                                                           | Venezuela under 20                                                              | Sudamericano Under-20 2017 - Fase finale                                        | -                                                                               |                                                                                 |
| 12-2-2017                                                                       | Quito                                                                           | Ecuador under 20                                                                | 1 – 2                                                                           | Uruguay under 20                                                                | Sudamericano Under-20 2017 - Fase finale                                        | -                                                                               | 53’                                                                             |
| 21-5-2017                                                                       | Suwon                                                                           | Italia under 20                                                                 | 0 – 1                                                                           | Uruguay under 20                                                                | Mondiali Under-20 2017 - Fase a gironi                                          | -                                                                               |                                                                                 |
| 24-5-2017                                                                       | Suwon                                                                           | Uruguay under 20                                                                | 2 – 0                                                                           | Giappone under 20                                                               | Mondiali Under-20 2017 - Fase a gironi                                          | -                                                                               |                                                                                 |
| 27-5-2017                                                                       | Incheon                                                                         | Uruguay under 20                                                                | 0 – 0                                                                           | Sudafrica under 20                                                              | Mondiali Under-20 2017 - Fase a gironi                                          | -                                                                               | 85’                                                                             |
| 31-5-2017                                                                       | Suwon                                                                           | Uruguay under 20                                                                | 1 – 0                                                                           | Arabia Saudita under 20                                                         | Mondiali Under-20 2017 - Ottavi di finale                                       | -                                                                               | 57’                                                                             |
| 8-6-2017                                                                        | Daejeon                                                                         | Uruguay under 20                                                                | 1 – 1 dts (4 – 5 dtr)                                                           | Venezuela under 20                                                              | Mondiali Under-20 2017 - Semifinale                                             | -                                                                               | 95’                                                                             |
| 11-6-2017                                                                       | Suwon                                                                           | Uruguay under 20                                                                | 0 – 0 dts (1 – 4 dtr)                                                           | Italia under 20                                                                 | Mondiali Under-20 2017 - Finale 3º posto                                        | -                                                                               |                                                                                 |
| Totale                                                                          |                                                                                 | Presenze                                                                        | 14                                                                              |                                                                                 | Reti                                                                            | 1                                                                               |                                                                                 |

## Palmarès

### Club

#### Competizioni nazionali
- Campionato argentino: 2

Boca Juniors: 2015, 2016-2017
- Coppa d'Argentina: 1

Boca Juniors: 2014-2015
- Campionato italiano: 3

Juventus: 2017-2018, 2018-2019, 2019-2020
- Coppa Italia: 2

Juventus: 2017-2018, 2020-2021
- Supercoppa italiana: 2

Juventus: 2018, 2020

#### Competizioni internazionali
- UEFA Europa League: 1

Tottenham Hotspur: 2024-2025

### Nazionale
- Campionato sudamericano Under-20: 1

Ecuador 2017